# Locomotiva FS 737
Le locomotive del gruppo FS 737 sono state locomotive a vapore di costruzione britannica originariamente introdotte in Italia per impiego in ambito bellico da parte degli Alleati. Nel secondo dopoguerra furono acquistate dalle Ferrovie dello Stato (FS) e immatricolate nel loro gruppo 737. Prestarono servizio sulla rete italiana fino alla prima metà degli anni cinquanta.
Le locomotive furono progettate da William Stanier e prodotte in 960 unità negli anni tra il 1935 e il 1946. Sono considerate tra le migliori macchine per treni merci mai costruite in tutto il mondo.

## Storia

### Premesse
Per il passaggio del fronte il sistema ferroviario italiano fu gravemente danneggiato dalle armate tedesche. In particolare il parco delle locomotive a vapore delle FS, che nell'esercizio finanziario 1943-1944 comprendeva 4 032 macchine a scartamento ordinario e 101 a scartamento ridotto, fu soggetto a condizioni di lavoro particolarmente gravose e poi a distruzioni deliberate da parte dell'esercito tedesco durante la ritirata. Nel giugno 1946, pertanto, le locomotive a scartamento ordinario atte al servizio erano solo 1915, mentre le altre erano in attesa della Grande Riparazione o della radiazione perché irreparabili.
Conseguentemente i servizi ferroviari degli eserciti alleati sbarcarono in Italia diverse centinaia delle loro locomotive con cui trainare i treni adibiti ai propri servizi di logistica. Delle macchine lasciate dal Military Railway Service britannico le FS acquisirono, nel gennaio 1948, 51 unità, successivamente immatricolate nei gruppi FS 293 (6 unità), 737 (15 unità) e 747 (30 unità).
Queste macchine, insieme alle locomotive a vapore e Diesel-elettriche lasciate dall'US Army Transportation Corps dell'esercito degli Stati Uniti d’America (in particolare le locomotive poi dei gruppi FS 736 e 1200, poi Ne 120) e alle poche locomotive delle FS e delle altre aziende ferroviarie italiane ancora in grado di funzionare, furono le protagoniste della fase finale del conflitto e degli anni della ricostruzione del sistema ferroviario italiano.

### Progetto
Le locomotive immatricolate nel gruppo FS 737 facevano parte della classe 8F della compagnia ferroviaria britannica London, Midland and Scottish Railway (LMS) ed erano destinate al servizio merci veloce. Progettate da sir William Stanier, vennero prodotte in 960 unità negli anni tra il 1935 e il 1946 e nel dopoguerra confluirono nel parco delle British Railways coi numeri da 48 000 a 48 775. Sono considerate tra le migliori macchine per treni merci mai costruite in tutto il mondo.

### Costruzione ed esercizio

#### Esercizio nel Medio Oriente
Nel 1939 erano già state consegnate 126 unità e, a seguito dei buoni risultati d'esercizio, il Ministero della Guerra britannico (War Department), in previsione delle necessità logistiche generate dall'inizio della seconda guerra mondiale, ne commissionò 240 e tra il 1940 e il 1942 ne ricevette 208. Ne prelevò poi altre 51 direttamente dal parco della London Midland and Scottish Railways. Tutte furono costruite dalla North British Locomotive Company di Glasgow, dalla Beyer Peacock & Company di Manchester e dalla Vulcan Foundry di Newton-le-Willows.
Le prime otto locomotive poi immatricolate nel parco delle FS come 737.001-008 vennero costruite su ordinazione del War Department negli anni tra il 1940 e il 1941. Le altre sette, poi FS 737.009-015, furono costruite nel 1936 per la London Midland and Scottish Railways e assegnate al War Department nel 1940. Tutte le locomotive giunsero via mare nel Medio Oriente e furono dapprima utilizzate in Persia. Nel 1944 50 di esse vennero trasferite in Egitto e in Palestina.

#### Esercizio in Italia
In seguito allo sbarco alleato nell'Italia centro-meridionale, nel 1944-1945 quindici delle unità utilizzate dapprima in Iran e poi in Egitto vennero imbarcate su navi militari inglesi a Porto Said, sbarcate a Bari e rimasero a far servizio per conto del comando alleato fino alla fine della guerra
Con decreto ministeriale del 18 gennaio 1948 esse, come altre locomotive del War Department poi dei gruppi FS 293 e 747, per il tramite dell'Azienda Rilievo Alienazione Residuati furono acquistate dalle Ferrovie dello Stato, che dovevano fronteggiare la penuria di mezzi di trazione dovuta alle distruzioni belliche.
Assegnate al deposito locomotive di Bari, esse furono utilizzate prevalentemente sulla linea adriatica. Con una potenza indicata di 772 kW a 45 km/h, le FS, considerate le dimensioni della caldaia, attribuirono loro le stesse prestazioni delle locomotive dei gruppi 735 e 740. Tuttavia, secondo le testimonianze dei macchinisti che le condussero, esse dimostrarono di poter agevolmente sostituire anche le più potenti 746, viaggiando fino a 100 km/h. Trasferite successivamente ai depositi di Foggia e poi di Ancona, continuarono a essere bene apprezzate dal personale di macchina FS.
Sebbene entro il 1953 il Servizio Materiale e Trazione FS avesse provveduto alla "compilazione di tutti i disegni occorrenti per l'approvvigionamento delle parti di ricambio per le locomotive gr. 736, 737 e 747 (ex USA)", la penuria di tali ricambi spinse a un precoce accantonamento delle locomotive di tutti e tre i gruppi, che per la maggior parte delle unità del gruppo 737 avvenne entro il 1953. Vennero demolite tutte nel 1956 (11 nel deposito di Foggia, 3 nell'Officina Grandi Riparazioni di Rimini e 1 nel deposito di Napoli).
Le caldaie delle tre unità demolite a Rimini vennero poi utilizzate quali generatori di vapore per le locali Officine Grandi Riparazioni delle FS.

#### Classificazione e numerazione
La seguente tabella riepiloga le variazioni di numerazione delle macchine del gruppo.
| FS      | LMS  | War Department | Iran   | Medio Oriente | Ultima WD | Anno di costruzione | Costruttore                 | Numero di fabbrica |
| ------- | ---- | -------------- | ------ | ------------- | --------- | ------------------- | --------------------------- | ------------------ |
| 737.001 | -    | 334            | 41.119 | 9380          | 70334     | 1940                | North British Locomotive Co | 24634              |
| 737.002 | -    | 375            | 41.164 | 9372          | 70375     | 1941                | North British Locomotive Co | 24675              |
| 737.003 | -    | 408            | 41.104 | 9381          | 70408     | 1941                | Beyer Peacock               | 6988               |
| 737.004 | -    | 437            | 41.177 | 9374          | 70437     | 1941                | Beyer Peacock               | 7017               |
| 737.005 | -    | 441            | 41.166 | 9362          | 70441     | 1941                | Beyer Peacock               | 7021               |
| 737.006 | -    | 514            | 41.210 | 9368          | 70514     | 1941                | North British Locomotive Co | 24722              |
| 737.007 | -    | 520            | 41.238 | 9363          | 70520     | 1941                | North British Locomotive Co | 24728              |
| 737.008 | -    | 548            | 41.223 | -             | 70548     | 1942                | North British Locomotive Co | 24741              |
| 737.009 | 8032 | 585            | 41.162 | 9378          | 70585     | 1936                | Vulcan Foundry              | 4709               |
| 737.010 | 8091 | 589            | 41.185 | 9351          | 70589     | 1936                | Vulcan Foundry              | 4768               |
| 737.011 | 8038 | 594            | 41.182 | 9370          | 70594     | 1936                | Vulcan Foundry              | 4715               |
| 737.012 | 8040 | 595            | 41.192 | 9355          | 70595     | 1936                | Vulcan Foundry              | 4717               |
| 737.013 | 8044 | 598            | 41.196 | 9371          | 70598     | 1936                | Vulcan Foundry              | 4721               |
| 737.014 | 8072 | 609            | 41.198 | 9373          | 70609     | 1936                | Vulcan Foundry              | 4749               |
| 737.015 | 8058 | 613            | 41.195 | 9352          | 70612     | 1936                | Vulcan Foundry              | 4736               |

## Caratteristiche
Le locomotive del gruppo 737 FS erano macchine di rodiggio (UIC) 1'D (secondo la notazione FS dell'epoca 1-4-0) progettate originariamente per il traino dei treni merci. Con un carico massimo per sala di 16 t e un'inscrivibilità in curve con raggio minimo di 90 m, erano in grado di viaggiare senza difficoltà su linee secondarie dal tracciato tortuoso quali erano quelle di molti Paesi europei (compresa l'Italia), africani e mediorientali.
La caldaia aveva il forno del tipo Belpaire e il surriscaldatore del tipo Schmidt. Erano dotate di un motore a due cilindri esterni gemelli a semplice espansione e cassetto della distribuzione cilindrico con azionamento Walschaerts. L'alimentazione era a carbone, ma molte delle unità del War Department furono modificate per l'alimentazione a nafta.
Secondo una fonte orale le FS 737.001 e 003, in origine alimentate a nafta, verso il 1945 sarebbero state ritrasformate per l'alimentazione a carbone, ma tale notizia è in contrasto con i documenti d'archivio delle FS.
Le macchine costruite per la London Midland and Scottish Railways, suddivise in vari sottogruppi, differivano in alcune caratteristiche da quelle commissionate direttamente dal War Department, che avrebbero dovuto essere affidabili anche nel clima desertico del Medio Oriente e con una manutenzione sommaria. Secondo alcune fonti le unità poi FS 737.001-008 avrebbero avuta una caldaia leggermente più piccola, una minore superficie di surriscaldamento (22,4 m² anziché 27,7 m²) e una minor lunghezza delle bielle motrici. Il dato è in contrasto con quello di altre fonti, secondo cui tutte le unità pervenute alle FS avrebbero avuto la stessa caldaia.
Il tender, con tre sale montate (rodiggio C), trasportava 9 tonnellate di carbone e 18.000 litri di acqua.

## Depositi locomotive di assegnazione
Dopo l'acquisizione, le Ferrovie dello Stato assegnarono le locomotive al deposito locomotive di Bari. Tra il 1948 e il 1950 vennero trasferite al deposito locomotive di Foggia, e nel maggio 1951 furono assegnate a quello di Ancona, dove rimasero fino alla radiazione con l'eccezione della 737.014 che, dall'estate 1948 fino alla propria fine, fu accantonata nel deposito di Napoli Smistamento.